# Joseph Wertheim (Widerstandskämpfer)
Joseph Wertheim (* 1. August 1922 in Mannheim; † 1. Juni 1944 in Égletons) war ein deutsches Mitglied des französischen Widerstands im Zweiten Weltkrieg.

## Leben
Joseph Wertheim wurde 1922 als Sohn des Varietékünstlers Jakob Wertheim und der Henny Boesche geboren. Im Alter von acht Jahren verlor er den Vater und wohnte einige Jahre bei einer Tante in Wien.
Wertheim war noch Schüler und erst 17 Jahre alt, als er am 22. Oktober 1940 im Zuge der Wagner-Bürckel-Aktion von Mannheim nach Gurs deportiert wurde. Als Nächstes kam er in das Lager Rivesaltes, bevor ihn die Organisation Todt zur Zwangsarbeit verpflichtete.
Nach gelungener Flucht ging er über die Pyrenäen und schloss sich dem Widerstand gegen Franco an.
Im Februar 1943 war er wieder in Südfrankreich und schloss sich jetzt der Gruppe „Leopold Rechaussières“ im Département Corrèze an. Zu seinen Mitkämpfern gehörten sein Freund Gerard Leo und der erst 16 Jahre alte Pierre Pranchère. Gegen Ende Mai 1944 wurden die Aktionen der Résistance verstärkt. Neben Straßenblockaden gelang es, die Eisenbahnlinie bis zur Befreiung vollständig zu blockieren. Joseph Wertheim starb am 1. Juni 1944 in Égletons beim Versuch, französische Gefangene zu befreien.
Fünf Tage später begannen im Zuge der alliierten Landung in der Normandie weitere Aktionen des Widerstands im Limousin. Wertheim hatte noch an den Vorbereitungen mitgewirkt. Angehörige der SS-Panzer-Division „Das Reich“ nahmen dafür grausame Rache. Am 9. Juni 1944 wurden 99 Geiseln aus der Stadt Tulle ermordet, nur einen Tag später kamen 642 Einwohner von Oradour-sur-Glane ums Leben. Der mitverantwortliche Generalmajor Heinz Lammerding wurde von der deutschen Justiz nie belangt.
Am 22. August 1944 war Corrèze befreit.

## Gedenken
Ein Obelisk in Lafage-sur-Sombre erinnert an Gefallene beider Weltkriege und die vier Widerstandskämpfer: Maureille, Saglluget, Wertheim und Ballet. Sein Grab befindet sich im gleichen Ort und wird durch die Bevölkerung gepflegt. Der Mannheimer Oberbürgermeister Peter Kurz hat ihn 2007 in einer Gedenkveranstaltung als „Vorbild für die Jugend“ gewürdigt.